# Carex fuscula
Carex fuscula är en halvgräsart som beskrevs av D'urv. Carex fuscula ingår i släktet starrar, och familjen halvgräs.

## Underarter
Arten delas in i följande underarter:
- C. f. distenta
- C. f. fuscula